# Magnus Lindfors
Magnus Lindfors, född 20 november 1979, är en svensk motocrossförare.
Lindfors kör MX3. Han var med i VM 2007 som bland annat kördes på Svampabanan i Tomelilla.